# ジクロロインドフェノール
ジクロロインドフェノール(DCIP)は青色で還元により無色となる酸化還元指示薬。ジクロロフェノールインドフェノール(DCPIP)ともいう。

## 性質
そのままでは水に不溶であり、通常は暗緑色のナトリウム塩(CAS 620-45-1)として流通している。
弱アルカリ性水溶液において青色を呈し、吸収極大は600 nmである。ただし酸性条件では薄い赤色となる。
還元されると無色になる。

## 利用
呼吸鎖や光合成の電子伝達系の酵素反応の実験に用いられる。ビタミンCの定量にも使われるが、溶液が酸性になっている場合には青でなく薄い赤色を呈する。